# Mary Rose
Mary Rose var et orlogsfartøj af typen karak, som indgik i den engelske flåde under Henrik 8. i første halvdel af 1500-tallet. Efter 33 års indsats mod franske, bretonske og skotske styrker deltog skibet i et slag den 19. juli 1545. I spidsen for et angreb mod franske galejer sank Mary Rose i Solentsundet mellem Isle of Wight og det engelske fastland, inden for synsvidde af Southsea Castle uden for Portsmouth, hvor Henrik 8. befandt sig. Mary Rose genopdagedes i 1971 og bjergedes i oktober 1982 ved et af de mest bekostelige og komplicerede marinarkæologiske projekter nogensinde. En stor del af skibet er nedbrudt af erosion og biologiske angreb, men resterne har uvurderlig historisk værdi som en tidskapsel i første del af 1500-tallet.
Inden for det marinarkæologiske område er udgravningen og bjergningen af Mary Rose blevet en milepæl, som kun har sit modstykke i bjergningen af det svenske 1600-talsskib Vasa 1957–1961. De bjergede fund omfatter blandt andet våben, skibsudrustning og et stort antal genstande, som besætningen anvendte, både mens den var om bord og på orlov. Mange af genstandene er unika og har givet forskere uvurderlig indsigt i alt fra søkrigsførelse til musikhistorie. Skibet konserveres i Portsmouth sammen med en stor samling velbevarede genstande. En betydelig del af dem udstilles i det nærliggende Mary Rose Museum.
Mary Rose var under fire årtiers sporadiske krige et af de største orlogsfartøjer i den engelske flåde. Og det et af de tidligste eksempler på et specialbygget krigsskib, som aldrig er anvendt som handelsskib. Det var bevæbnet med tunge kanoner, som var skjult bag kanonporte, hvilket var en relativt ny opfindelse. Teoretisk var det endda et af de første fartøjer, som kunne affyre bredsider, selv om den linjetaktik, som udnyttede denne mulighed i kamp, endnu ikke var opfundet. Der findes flere forklaringer på, at skibet sank. De er baseret på historiske kilder, historisk viden om 1500-tallets skibsbyggeri og på praktiske eksperimenter. Den præcise årsag til forliset er dog stadig usikker på grund af mangel på fysiske beviser.

## Historisk baggrund
Ved slutningen af 1400-tallet var England et relativt lille kongedømme i den europæiske periferi. De store militære sejre mod de franske konger i hundredårskrigen hørte fortiden til; kun den mindre enklave ved Calais var tilbage som minde om de engelske kongers franske besiddelser. Rosekrigene, en langvarig borgerkrig mellem slægterne York og Lancaster, var afsluttet for nylig, og den sejrende Henrik 8. havde etableret huset Tudor som det nye engelske kongedynasti. Henrik 5.'s omfattende oprustning af den engelske flåde var ikke fortsat af hans efterfølgere, og mellem 1422 og 1509 byggede den engelske krone kun seks krigsskibe. Flåder, som tillhørte enkelte adelige eller forskellige grupperinger var ofte større, mere veludrustede og effektive end dem, som tilhørte den kongelige centralmagt. Den alliance, som blev indgået mellem Bretagne og Frankrig ved giftermålet mellem Ludvig 8. og Anna af Bretagne i 1491, stillede også England i en strategisk svær situation på landets sydlige flanke og kunne true mange vigtige handelsruter. Alligevel lykkedes det Henrik at sikre en langvarig fredsperiode og opretholde en lille, men slagkraftig kongelig flåde i sin regeringstid.
Ved begyndelsen af tidlig moderne tid var de europæiske stormagter Frankrig, det Tysk-romerske rige og Spanien. De tre var oprindeligt allierede i Cambrailigaen i 1508. I begyndelsen førte de krig mod den fælles fjende, republikken Venedig, men i 1511 vendte de sig som "den hellige liga" mod Frankrig. England havde nære økonomiske bånd til Spanien gennem de Spanske Nederlande, og den unge Henrik havde til hensigt at efterligne de storslåede militære bedrifter, som hans middelalderlige forgængere havde opnået ved slaget ved Agincourt og Crecy under hundredårskrigen mod Frankrig. I 1509, seks uger efter sin tronbestigelse, giftede Henrik sig med den spanske prinsesse Katharina af Aragonien og gik med i ligaen i den hensigt at kræve sin historiske ret som konge af både Frankrig og England. I 1511 var Henrik således i alliance med sin svigerfar, Ferdinand 2. af Aragonien, og med pave Julius II og den tysk-romerske kejser Maximilian 1.
Den mindre flåde, som Henrik arvede fra sin far, bestod kun af to større skibe, karakkerne Regent og Sovereign (begge navne betød "regent"). Ganske få måneder efter Henriks tronbestigelse bestiltes de to store krigsskibe Mary Rose og Peter Pomegranate ("Peter Granatæble", også bare kendt som Peter) på henholdsvis omkring 500 og 450 ton. Hvem af kongerne, som faktisk bestilte skibene er ikke klarlagt; bygningen begyndte i Henrik 8.'s regeringstid, men en flådeoprustning kan have været planlagt inden. Det var Henrik 8., som sørgede for, at skibene blev bygget, og det var også ham, som beordrede, at et antal større skibe skulle bygges, blandt andet det store Henry Grace à Dieu ("Henrik af Guds nåde") på over 1.000 ton, som i folkemunde fik navnet Great Harry ("Store Harry"). Frem mod 1520'erne havde Henrik dermed lagt grunden til den permanente kongelige flåde, ofte kaldet Navy Royal, som den moderne britiske Royal Navy stammer fra.

## Bygning
Bygningen af Mary Rose begyndte i 1510 i Portsmouth, og det blev søsat i juli 1511. Skibet bugseredes til London, hvor dæk, rig og våben blev installeret. Mary Rose udrustedes desuden med flag, vimpler og store, stærkt forlængede vimpler, som vajede øverst på masterne, og som var farvede eller broderede.
At bygge et fartøj af Mary Roses størrelse var et omfattende projekt, som krævede store mængder materialer af høj kvalitet. Frem for alt var der behov for store mængder egetræ. Den samlede mængde tømmer, som blev brugt, kan kun skønnes ud fra den omtrentlige tredjedel af skibet, som nu findes, men det anslås, at der krævedes ca. 600 store ege. Det svarer til cirka 16 hektar skov. De enorme træer, som havde været almindelige i Europa, var i begyndelsen af 1500-tallet mere sjældne, så derfor måtte tømmeret hentes fra større områder i Sydengland. De største trædele i skibet var af nogenlunde samme størrelse som dem, der anvendtes i tagkonstruktionen på de største katedraler fra højmiddelalderen. En ubearbejdet planke, som var en del af skrogets ydre skal, vejede i nærheden af 300 kilo og dæksbjælkerne under batteridækket op mod trekvart ton.
Den sædvanlige forklaring på skibets navn har været, at det var opkaldt efter Henrik 8.'s søster, Maria (Mary) Tudor, og efter rosen, som var Tudordynastiets emblem. Ifølge historikerne David Childs, David Loades og Peter Marsden savnes der bevis for det. Det normale på den tid var, at fartøjer fik fromme, kristne navne, en vesteuropæisk tradition, som gik langt tilbage, eller at de henviste til regenten; Grace Dieu, ("Guds nåde") og Holighost ("Hellige Ånd") havde været almindelige skibsnavne siden 1400-tallet, og fartøjerne i den tidlige tudorflåde havde navne som Regent ("Regenten") og Three Ostrich Feathers ("Tre strudsefjer" – med henvisning til kronprinsens emblem). Jomfru Maria er foreslået som et sandsynligere eponym, og hun var ligeledes forbundet med rosen som mystisk symbol. Navnet på søsterskibet Peter Pomegranate støtter denne hypotese, eftersom det sandsynligvis er opkaldt efter apostlen Peter, den kristne kirkes første apostel og første pave, samt granatæblet, som indgik i dronning Katarinas personlige emblem. Ifølge Childs, Loades og Marsden er det derfor sandsynligt, at de to fartøjer, som byggedes samtidig, fik navne, som henviste til den regerende konge og dronning.

## Konstruktion
Mary Rose var bygget som en karak med høje for- og agterkasteller og med et åbent mellemdæk. Over vandlinjen blev skroget stadig smallere for at kompensere for kanonernes vægt på de øvre dæk og for at gøre det sværere at borde skibet under kamp. Da skroget ikke er fuldt bevaret, har det været svært at bestemme mange af skibets grundlæggende mål med sikkerhed. Det var cirka 12 m bredt på det bredeste sted, og kølen er 32 m, mens skibets samlede længde fra for til agter er mere usikker.
Selve skroget havde fire niveauer, opdelt af tre dæk. Terminologien for skibsdæk var på denne tid endnu ikke standardiseret, så publikationer fra Mary Rose Trust indeholder ikke de dengang anvendte termer. På underste dæk, lige over kølen og under vandlinjen lå kabyssen, hvor maden tilberedtes. Lige agter for kabyssen fandtes stormastens mastefod, en nedsænkning i midten af kølsvinet, og ved siden af var lænsepumpen og dens sump, nemlig den fordybning, hvor det vand samledes, som altid lækkede ind i tidens træskibe. For at gøre skibet mere stabilt lå der ballast mellem spanterne på nederste dæk, og her opbevaredes også en del af skibets forsyninger. Oven over lå banjerdækket, der ligeledes anvendtes som opbevaringsrum for alt, fra mad og drikke til reservesejl og ammunition.
Over banjerdækket kom batteridækket med de tungeste kanoner. Skroget havde her syv kanonporte på hver side, alle med tunge luger, som var vandtætte, når de blev lukket. Batteridækket var det øverste af dækkene, som var kalfatret, dvs. tætnet med tjære og værk, og følgelig vandtæt. Langs batteridækkets sider under for- og agterkastellet lå kahytter, som menes at have huset tømmermanden, bartskæreren, lodsen og måske også artillerichefen og nogle af officererne. Det øverste dæk ("soldækket") i skroget havde et åbent mellemdæk, som var udsat for elementerne. Det var helt indrettet til kamp uden nogen kendte opdelinger og med en blanding af tunge og lette våben. Det åbne mellemdæk var helt dækket af et grovmasket net for at forhindre modstandere i at borde skibet. Selv om kun en lille del af dette dæk er bevaret, anses det for sandsynligt, at det var her, under agterkastellet, at den største del af besætningen spiste og sov. En afløbsrende agterud er identificeret som en piss-dale ("pisserende"), der var en tilføjelse til de toiletter, som nok fandtes i den helt eroderede forstavn.
De to kasteller havde yderligere dæk, men eftersom næsten intet af dem er bevaret, har de måttet rekonstrueres ved hjælp af historiske kilder. Samtidige skibe af lignende størrelse registreredes med tre dæk i begge kasteller. Selv om der ikke er fysiske beviser, støttes denne tolkning af illustrationer i den samtidige Anthonyrulle og dens fortegnelser over våben.
Tidligt under udgravningen af vraget var opfattelsen, at Mary Rose havde været klinkbygget, at bordklædningen bestod af overlappende brædder eller bordplanker, som bar det meste af skibets vægt. Da det er meget svært at kombinere klinkbygning med kanonporte uden at svække konstruktionen, blev det antaget, at skibet ombyggedes til kravelbygning, hvor bordplankerne ligger side mod side, og hvor konstruktionen bæres af indvendige bjælker og vertikale spanter. Senere undersøgelser har vist, at kun dele af agterkastellet var konstrueret med overlappende planker, men uden at være en ægte klinkbygning.

### Sejl og rigning
Af riggen på Mary Rose er næsten kun de nederste dele af vanterne (de lodrette reb, der stabiliserer masterne i sideretningen) bevaret, og opfattelsen af, hvordan sejlene var udformet, er baseret på afbildningerne i Anthonyrullen og en udstyrsfortegnelse fra 1514. Mary Rose havde ni, eller måske ti, sejl fordelt på fire master og et bovspryd: Fokkemasten og stormasten havde to, henholdsvis tre, firkantede råsejl; den forreste af de to mesanmaster havde et trekantet latinersejl og et råsejl, og bag ved det fandtes en "bonaventura" med et latinersejl og muligvis også et mindre råsejl; samt en blinde på bovsprydet. Ifølge afbildningen i Anthonyrullen var nokkerne på råerne (enderne på de bomme, som de firkantede råsejl var fastgjort til) forsynet med nokknive, dvs. dobbelte, krumme knive med skarp æg på indersiden, som kunne beskadige et fjendtligt fartøjs rig og sejl under nærkamp.
Der findes beretninger om Mary Roses sejlegenskaber fra samtidige kommentatorer. I marts 1513 konkurrerede det med ni andre skibe i "the Downs" vest for Kent. Det vandt konkurrencen, og admiral Edward Howard beskrev bagefter skibet i entusiastisk ordvalg som "det ædleste sejlskib i kristendommen i denne stund". Da det nogle år senere sejlede mellem Dover og Downs, var viceadmiral William Fitzwilliams kommentar, at både Heny Grace à Dieu og Mary Rose sejlede stabilt i hård sø, og at det var svært at afgøre, hvilket af skibene, som var det bedste. Moderne eksperter har været mere skeptiske om dets egenskaber som sejlfartøj og mener, at det som andre samtidige fartøjer næsten var helt ude af stand til at krydse mod vinden, og repræsentanter for Mary Rose Trust har ved visse lejligheder sammenlignet Mary Roses sejlegenskaber med "en våd høstak".

### Bestykning
Mary Rose byggedes i søkrigstaktikkens overgangstid. Lige siden de første orlogsflåder i antikken var krige til søs stort set udkæmpet som på land – med nærkampsvåben og bue og pil, men på gyngende trædæk i stedet for den faste jord. Ildvåbens indførelse på skibe var en vigtig udvikling, men det varede flere hundrede år, før de for alvor medførte ændringer af taktikken til søs. Efterhånden som kanoner blev tungere og kunne tåle kraftigere ladninger, kunne de tilføje andre fartøjer og deres mandskab større skade, men de måtte placeres lavere i skibene, nærmere vandlinjen. Kanonporte i skroget var indført allerede i 1501, omkring et årti inden Mary Rose blev bygget. Først anvendtes kanonportene til de tunge stykker, som placeredes længst agter, men snart sås de også langs skibssiderne, hvorefter det blev muligt at affyre bredsider, dvs. koordinerede salver fra samtlige kanoner på den ene skibsside. Dog sigtede kanonerne langs en side i den første tid ikke i samme retning, så de ikke kunne anvendes til samtidig beskydning af samme mål og altså endnu var beregnet til at affyres hver for sig i stedet for i samordnede salver. Taktikken i 1500-tallet og langt ind i 1600-tallet var stadig indrettet på et effektivt forsvar mod de frygtede galejer. Det var skibe med årer og udrustet med tunge, fastmonterede kanoner i forstavnen – hele fartøjet skulle vendes, for at de kunne rettes mod et mål. Skønt de var mindre sødygtige og mere udsatte for at blive bordet fra sejlskibe med betydeligt højere fribord, var galejerne en alvorlig trussel for selv de største sejlskibe, fordi de med stor præcision og uanset vejret kunne rette tunge pjecer mod dem fra en lav position nær vandlinjen. Ustabilt krudt og de indbyggede vanskeligheder ved at opnå stor præcision med store og tunge kanoner på et skib i bevægelse bidrog også til, at søkrigstaktikken i 1500-tallet var tydeligt fokuseret på nærkamp og på at vinde ved at borde.

#### Bronze- og jernkanoner
Da Mary Rose blev bygget i en periode med omfattende forandringer inden for det tunge artilleri, bestod dets bevæbning af en blanding af gamle og nye kanontyper. De tunge stykker var dels ældre smedejernskanoner, dels nye støbte bronzekanoner, som varierede i størrelse, rækkevidde og udformning. Større jernkanoner blev fremstillet af stave eller stænger, som loddedes sammen til en cylinder for at forme et kanonløb. Man forstærkede derefter cylinderen ved at krympe jernringe omkring den. De smedede jernkanoner var bagladere og monteret på simple lavetter, fremstillet af udhulede elmestokke med bare et enkelt hjulpar og endda uden hjul som en slæde. Bronzekanonerne var støbt i ét stykke og stod på lavetter med to hjulpar af den type, som i næsten uændret blev anvendt helt ind i 1800-tallet. Bagladerne af smedejern var billigst at fremstille og lettest at lade, men kunne til gengæld ikke klare så kraftige krudtladninger som bronzekanonerne og kunne følgelig ikke skyde lige så langt. Til bronzekanonerne anvendte man i almindelighed kanonkugler af jern, som var egnede til at trænge gennem skibsskrog på længere afstand. Jernkanonerne ladedes derimod med stenkugler, som splintredes, når de traf, og kunne slå store huller i fjendens skrog. Begge kanontyper kunne også lades med en mængde forskellig ammunition for at ødelægge riggen, skibets lettere strukturer og besætningen.
De fleste kanoner var små jernkanoner med kort rækkevidde, som kunne rettes ind og affyres af en enkelt mand. De to mest almindelige typer af disse var bases og haglskuds-pjecer. Bases var bagladede svingkanoner med en gaffelformet støtte, der tillod dem at dreje fra side til side for at give dem større skudfelt, og de var mest sandsynligt placeret i kastellerne. Haglskuds-pjecer var små forladere med rektangulære løb og et finnelignende fremspring, som blev benyttet til at støtte dem mod rælingen, så skibets struktur optog kraften fra rekylen. I Anthonyrullens opgørelse fra 1546 (færdiggjort efter sænkningen) er desuden anført to top-pjecer, hvis design er ukendt, men som sandsynligvis lignede en base og var beregnet til mærskurve for derfra at kunne beskyde fjendens dæk.
| Våbentype                     | Batteridæk | Øvre dæk | Kasteldæk | Mærskurv | Skudvidde i meter |
| ----------------------------- | ---------- | -------- | --------- | -------- | ----------------- |
| Port-pjecer                   | 12         | 0        | 0         | 0        | 130+              |
| Culveriner og demi-culveriner | 2          | 4        | 2         | 0        | 299–413           |
| Kanoner og demi-kanoner       | 4          | 0        | 0         | 0        | ca. 225           |
| Saker-kanoner                 | 0          | 2        | 0         | 0        | 219–323           |
| Haglbøsser                    | 0          | 6        | 0         | 0        | "kort"            |
| Falcon                        | ?          | ?        | ?         | 0        | 144–287           |
| Feltslanger                   | 0          | 6        | 0         | 0        | "middel"          |
| Bases                         | 0          | 0        | 30        | 0        | "tæt"             |
| Haglskuds-pjecer              | 0          | 0        | 20        | 0        | "tæt"             |
| Top-pjecer                    | 0          | 0        | 0         | 2        | "tæt"             |

| Dato | Total | Lavet-monteret | Skibs-monteret | Anti-skibsvåben | Anti-personnel våben |
| ---- | ----- | -------------- | -------------- | --------------- | -------------------- |
| 1514 | 78    | 20–21          | 57–58          | 5–9             | 64–73                |
| 1540 | 96    | 36             | 60             | 17–22           | 74–79                |
| 1545 | 91    | 39             | 52             | 24              | 67                   |

Mary Roses bestykning ændredes nogle gange, mens skibet var i tjeneste. Der findes tre bevarede angivelser af dets bestykning fra 1514, 1540 og 1546. Kombineret med arkivmateriale fra arsenalet i Tower viser kilderne, hvorledes kanonernes opstilling ændredes i takt med teknikkens udvikling, og der fremkom nye klassifikationer. I 1514 bestod bestykningen mest af mindre stykker og anti-personel våben, og kun en håndfuld af den første bevæbning var kraftige nok til at slå hul i et skibsskrog. Desuden var de fleste af kanonerne monteret på selve skibskonstruktionen i stedet for på bevægelige lavetter. I 1540 var bevæbningen på Mary Rose, lige som i Tower, radikalt anderledes. Der fandtes nu et antal forskellige støbte bronzekanoner og de tungere "port-stykker" i smedejern, og begge typer krævede lavetter, havde betydeligt længere skudvidde og kunne påføre andre skibe alvorlige skader. En analyse af bevæbningen i 1514 tyder sammen med tegn på, at skibet ombyggedes en gang i 1530'erne, at der ikke var kanonporte på batteridækket, da Mary Rose blev søsat, og at de senere tilføjelser.
De forskellige typer ammunition havde hver deres formål: Runde kanonkugler af sten eller jern anvendtes mod skibsskrog, stangladning og kædeladning kunne sønderrive sejl og skade riggen og kardæsker fyldt med skarpe flintefliser havde en ødelæggende virkning på ubeskyttet mandskab. Moderne kopier af en bronzekanon og en "port-pjece" i jern har vist, at de kunne skyde gennem træ af samme tykkelse som Mary Roses bordklædning i en afstand på ca. 90 meter. "Port-pjeser" viste sig at være særlig godt egnet til at slå store huller i træ med stenkugler og forårsagede også stor skade, når de affyrede ral eller småsten på nært hold.

#### Håndvåben
Som forsvar mod at blive bordet havde Mary Rose en stor beholdning af nærkampsvåben, først og fremmest piker og hellebarder, hvoraf der ifølge Anthonyrullen var mindst 150 af hver slags. Det er stort set bekræftet af udgravningerne. Sværd og daggerter var ikke med i de officielle udstyrslister, eftersom de var almindelige som personlige effekter, og de er fundet i store mængder.
Skibet medførte desuden 250 langbuer (172 er fundet), 4.000 pile og armbeskyttere og andet udstyr, som bueskytterne brugte. I Tudortidens England var træning i brug af langbue stadig obligatorisk for alle voksne mænd, og skønt feltartilleri og håndskydevåben allerede var almindelige på slagmarken, anvendtes langbuer stadig i stor udstrækning. På Mary Rose kunne bueskytterne kun skyde bag aftagelige træpaneler på mellemdækket eller fra de øvre dæk i kastellerne. Det blev tidligere antaget, at kanonbesætningerne havde støtte af at bueskytter sigtede gennem kanonportene, men det er udelukket, eftersom loftshøjden under dæk er for lav til, at buer kan spændes. Der fandtes buer i flere størrelser til forskellige formål. Lette buer var egnet til præcisionsskydning, mens de tungere f.eks. kunne bruges til at afskyde brandpile.
Inventarlisterne fra 1514 og 1546 indeholder fortegnelser over flere hundrede store pile og krukker med ulæsket kalk, som skulle være blevet kastet fra mærskurvene ned på fjendens dæk, men ingen af disse krukker er fundet. Af de 50 håndvåben, som nævnes i Anthonyrullen, har man fundet træstykker fra fem luntelåsmusketter og fragmenter af andre 11. De fleste var fremstillet i Italien og en del i Tyskland. I opbevaringsrummet fandtes desuden eksemplarer af en usædvanlig våbentype, som bestod af et træskjold med et mindre skydevåben monteret i midten, et gunshield (omtrentligt "pistolskjold").

### Besætning
Bemandingen på Mary Rose varierede meget i løbet af skibets 33-årige karriere. Besætningen kunne være på flere hundrede i krig, men kunne skæres ned til 17 mand eller færre i fredstid, og når skibet tilhørte reserveflåden. I gennemsnit var antallet af besætningsmedlemmer omkring 185 soldater, 200 søfolk, 20–30 artillerister og et mindre antal specialister som barberer, trompeterer og admiralsstaben: omkring 400–450 mand. Når skibet deltog i landsætninger eller i kamp, som det skete i sommeren 1512, kunne antallet af soldater øges til noget over 400, så der var mere end 700 mand om bord. Allerede med den ordinære besætning på ca. 400 var skibet overbefolket, og med yderligere soldater har der været stor trængsel.
Meget lidt er kendt om identiteten på de mænd, som gjorde tjeneste på Mary Rose gennem årene, også når det gælder officererne til trods for, at de tilhørte aristokratiet. To admiraler og fire kaptajner, som tidligere var en del af besætningen på Mary Rose (inklusive Edward og Thomas Howard, som havde gjort tjeneste i begge kapaciteter) er kendt fra arkivmateriale og også navnene på nogle skippere, pursere, artilleriofficerer og andre specialister. Det store flertal, sømænd, soldater og artillerister, er forblevet ukendte. De eneste oplysninger, vi har om den sidste besætning, er fra de fundne skeletter, som har kunnet analyseres ved hjælp af osteologiske metoder. En vurdering af besætningens sammensætning har dog kunnet foretages ved hjælp af samtidige skriftlige kilder. Mary Rose havde en kaptajn, en skipper med ansvar for dæksbesætningen, en purser som var ansvarlig for lønninger og skibets økonomi, en bådsmand, som var kaptajnens næstkommanderende, mindst én tømmermand, en lods som varetog navigeringen og en kok. Alle havde de en eller flere medhjælpere. Om bord fandtes desuden en bartskærer, som tog sig af syge og tilskadekomne sammen med en lærling og eventuelt også en yngre barber. Den eneste person, der med sikkerhed vides at være omkommet ved forliset, er viceadmiralen George Carew. McKee, Stirland og andre har derudover ment, at også Roger Grenville, far til Richard Grenville, som gjorde tjeneste som kaptajn på Revenge under Elisabett 1.'s styre, også var blandt de omkomne, men Marsden har stillet spørgsmål til kildernes pålidelighed på dette punkt.
| Tidspunkt     | Soldater | Søfok | Kanonbesætninger | Øvrige | I alt |
| ------------- | -------- | ----- | ---------------- | ------ | ----- |
| Sommeren 1512 | 411      | 206   | 120              | 22     | 729   |
| Oktober 1512  | ?        | 120   | 20               | 20     | 160   |
| 1513          | ?        | 200   | ?                | ?      | 200?  |
| 1513          | ?        | 102   | 6                | ?      | 108?  |
| 1522?         | 126      | 244   | 30               | 2      | 400   |
| 1524          | 185      | 200   | 20               | ?      | 405?  |
| 1545/46       | 185      | 200   | 30               | ?      | 415?  |

Af de 179 personer fundet under udgravningen af Mary Rose var 92 "temmelig komplette skeletter". Analyser af dem har vist, at hele besætningen var mænd, de fleste unge voksne. Nogle var ikke mere end 11–13 år gamle, og de fleste (81%) var under 30. Det var fortrinsvis englændere, sandsynligvis fra det sydvestlige England, og mange havde nok fulgt deres aristokratiske herrer ind i flådens tjeneste. Desuden fandtes også nogle fra Europas fastland. Et af de øjenvidner, som overlevede forliset, var flamlænder, og lodsen var sandsynligvis fransk. Analyser af iltisotoper i de omkomnes tænder har vist, at nogle af dem kom fra Sydeuropa. I øvrigt var det stærke og velnærede mænd, om end deres skeletter bar tydelige tegn på børnesygdomme og et hårdt og slidsomt liv. Benene har også spor af lægte frakturer, som nok stammer fra ulykker om bord.
Der mangler skriftlige kilder om, hvilke typer soldater og søfolk, som fandtes om bord på Mary Rose, men de cirka 300 langbuer og tusindvis af pile tyder på, at der var et betydeligt antal langbueskytter. Undersøgelse af skeletterne viste desuden, at et overproportionalt antal havde os acromiale i skulderbladene. Man ved i dag, at det forekommer hos bueskytter på eliteniveau og skyldes gentagen belastning af muskler i arme og skuldre, i særdeleshed i venstre arm, eftersom en bueskytte spænder buen med den. Blandt dem, som omkom, er det højst sandsynligt, at der fandtes mange, som havde trænet med langbue helt fra barnsben, og som kunne have været om bord som specialistskytter.
En gruppe på seks skeletter blev fundet omkring en to ton tung bronzekanon på batteridækket i forstavnen. Med undtagelse af en enkelt var de alle stærke og muskuløse mænd (den sidste kan have haft til opgave at hente ammunition og krudt). De havde alle beskæftiget sig med at trække og skubbe tunge genstande, hvilket fremgår af, at flere af deres ryghvirvler var vokset sammen ved ossifikation, bendannelse. Denne gruppe beskrives tentativt som en fuldstændig kanonbesætning, som døde på deres post.

## Militærhistorie

### Første franske krig
Mary Rose deltog første gang i kamp i 1512. Spanien og England ville gennemføre fælles flådeaktioner mod Frankrig. Engelske fartøjer skulle tage sig af de franske og bretonske flåder i den Engelske Kanal, mens spanske styrker angreb i Biscayabugten og på land mod Gascogne. Den 35-årige Edward Howard blev udset til øverste admiral i april og valgte Mary Rose som sit flagskib. Hans første opgave var at afværge truslen fra den franske flåde mellem England og Spaniens nordkyst, så spanske styrker kunne landsættes ved grænsen mod Frankrig ved Fuentarabia. Hans flåde bestod af atten fartøjer med de store Regent og Peter Pomegranate med mere end 5.000 mand. Howards raid førte til erobringen af 12 bretonske skibe og i løbet af fire dage udkæmpedes mindre aktioner på land i Bretagne, hvor man nedbrændte et stort antal byer.
Flåden vendte tilbage til Southampton i juni, hvor den fik besøg af kong Henrik. I august sejlede den mod Brest, hvor den mødte en stor fælles men dårligt koordineret fransk-bretonsk flådestyrke. Den engelske styrke gik til angreb med et af de store skibe i spidsen (ifølge Marsden var det Mary Rose) og tvang de franske fartøjer på flugt med hård beskydning. Det bretonske flagskib Cordelière gjorde dog modstand og bordedes af det mere end tusind ton tunge Regent. Ved en ulykke eller fordi den bretonske besætning var uvillig til at stryge flaget og opgive deres fartøj, antændtes krudtbeholdningen på Cordelière. Det resulterede i en voldsom eksplosion. Regent blev alvorligt skadet, brød i brand og sank. Omkring 180 englændere reddede sig ved at kaste sig i havet, mens kun en håndfuld bretoner overlevede, kun for at blive taget til fange. Kaptajnen på Regent, 600 soldater og søfolk, den franske overadmiral og lederen af byen Morlaix døde. Det gjorde, at hændelsen blev omtalt i flere samtidige historieberetninger og krøniker. Den 11. august brændte englænderne 27 franske skibe, erobrede yderligere fem og fulgte op ved at landsætte styrker nær Brest for at gennemføre raids og tage fanger. Men flåden blev af storme tvunget til at søge ly, først i Dartmouth i Cornwall og derefter i Southampton, for at få foretaget reparationer.
I foråret 1513 valgte Howard atter Mary Rose som sit flagskib til en flådeekspedition mod Frankrig. På vej mod sit mål deltog Mary Rose i en konkurrence mod andre skibe, hvor det bedømtes til at være et af de hurtigste og mest manøvredygtige af de store sejlfartøjer i den engelske flåde (se detaljerne i afsnittet "Sejl og rigning"). Den 11. april ankom Howards styrke til farvandet ud for Brest samtidigt med, at en mindre fjendtlig flåde bragte sig i sikkerhed i Brests godt befæstede havn sammen med den franske hovedstyrke. Franskmændene var blevet forstærket af galejer fra Middelhavet. De havde held til at sænke et engelsk fartøj og tilføje et andet alvorlige skader. Howard landsatte styrker i nærheden af Brest for at nå frem til de franske styrker over land, men havde ikke held med det, og nu begyndte han at mangle proviant. I et næsten desperat forsøg på at fremtvinge en sejr overtog han 25. april befalingen over en mindre styrke af små robåde, som han ledede i et modigt frontalangreb på de franske galejer. Det lykkedes Howard at nå frem til den franske admiral, Prégent de Bidoux's skib sammen med en lille gruppe mænd. Den franske besætning forsvarede sig dog indædt, og de fik skåret trosserne mellem det franske og engelske skib over. Howard blev herved ladt tilbage på det franske skib, afskåret fra sine egne, og blev straks dræbt af galejbesætningen.
Demoraliseret af tabet af sin chef og med akut mangel på proviant vendte flåden tilbage til Plymouth. Thomas Howard, 3. hertug af Norfolk, der var Edwards ældre bror, måtte overtage posten som admiral og fik til opgave at gennemføre et nyt angreb på Bretagne. Det kunne dog ikke gennemføres på grund af ufordelagtige vinde og vanskeligheder med at få tilstrækkelige fornødenheder, hvorfor flåden, og også Mary Rose, overvintrede i Southampton. I august gik Skotland ind i krigen på fransk side, men led et knusende nederlag ved slaget ved Flodden den 9. september 1513. Et opfølgende angreb fandt sted i starten af 1514 med støtte af en flåde, hvori Mary Rose indgik, men uden kendte træfninger. Franske og engelske raids afløste hinanden i løbet af sommeren 1514, men uden at de gav synderlige resultater, og begge sider var på dette tidspunkt udmattede. Om efteråret sluttede krigen, og en fredsaftale blev sluttet, forseglet med et giftermål mellem Henriks yngre søster, Mary Tudor, og den franske konge Ludvig 12..
Efter freden indgik Mary Rose i reserven og blev oplagt i juli 1514 for at blive vedligeholdt sammen med søsterskibet Peter Pomegranate. I 1518 udførtes reparationer og kalfatring (vandtætning), og skibet fik en minimalbesætning, som boede på det frem til 1522. Det var i kort tid i aktiv tjeneste i forbindelse med Henrik 8.'s rejse over den Engelske Kanal til det møde med Frans 1., der er kendt som "mødet i Guldbrokadelejren" i juni 1520.

### Anden franske krig
I 1522 var Henrik 8. atter i krig med Frankrig gennem sin alliance med den tysk-romerske kejser Karl 5. Tanken var at angribe på to fronter med et engelsk fremstød i nord. Mary Rose deltog i troppetransporter i juni 1522 og ved erobringen af den bretonske havn Morlaix den 30. juni. Flåden sejlede derefter hjem, og Mary Rose overvintrede i Dartmouth. Krigen rasede til 1525 og igen gik Skotland ind på fransk side. Til trods for, at Charles Brandon, 1. hertug af Suffolk, var tæt på at indtage Paris i 1523, lykkedes det ikke at opnå større fremgang hverken i Frankrig eller Skotland. Da den franske armé led nederlag i slaget ved Pavia den 24. februar 1525, og Frans 1. blev taget til fange af Karl 5.'s styrker, var krigen i praksis afsluttet uden betydende engelske gevinster eller erobringer.

### I reserve
Mary Rose blev holdt i reserve i 1522-45. Det kalfatredes endnu en gang og blev i sommeren 1527 repareret i en nyanlagt dok ved Portsmouth. Også dets storbåd blev repareret. Der eksisterer næsten ingen dokumentation for, hvad der blev foretaget med skibet mellem 1528 og 1539. Et dokument skrevet af Thomas Cromwell i 1536 angiver, at Mary Rose og seks andre skibe "gjordes nye" (were made new) i den periode, hvor han tjente kong Henrik, men det er uklart, hvad denne formulering dækker over. Et dokument fra januar 1536 forfattet af en anonym tjenestemand anfører, at Mary Rose og nogle andre skibe blev "nygjort". En moderne datering af dele af skibet bekræfter, at betydelige reparationer er foretaget i 1535 eller 1536. I så fald er det tidsmæssigt faldet sammen med den kontroversielle beslutning om at opløse de engelske klostre, der gav et betragteligt finansielt tilskud til kronen. Det vides derimod ikke, hvad reparationerne omfattede, og heller ikke hvor omfattende de var. Mange forskere, herunder Margaret Rule, som var ansvarlig for det arkæologiske arbejde under bjergningen, gik ud fra, at skibet ændredes fra klink- til kravelbygget, og at det først var i 1536, at skibet fik den udformning, det havde, da det sank. Marinarkæologen Peter Marsden har senere hævdet, at Mary Rose formentlig først var bygget med en afrundet agterstavn snarere end et fladt agterspejl og endvidere uden kanonporte på batteridækket.

### Tredje franske krig
Henriks stadig mere indviklede ægteskabelige forhold, den hårdhændede og uortodokse opløsning af de katolske klostre og konfiskeringen af kirkens ejendomme ophidsede både paven og katolske regenter over hele Europa, så England blev stadig mere isoleret. Henrik var i 1544 kommet overens med kejser Karl 5. om, at de i fællesskab skulle angribe Frankrig. Engelske styrker erobrede Boulogne i september, men led store tab, og efter at Karl havde nået sine mål og indgået en separatfred med Frankrig i Crépy, var England alene tilbage i krig mod Frankrig. I maj 1545 havde franskmændene samlet en stor flåde ved Seinens munding for at landsætte tropper på engelsk jord. Skøn over styrkens størrelse har varieret; mellem 123 og 300 fartøjer ifølge franske kilder; op til 226 sejlskibe og galejer ifølge krønikeskriveren Edward Hall. Ud over den massive flådestyrke samledes 50.000 mand ved Havre de Grâce (nutidens Le Havre). Over for dem stod en engelsk styrke på 160 skibe og 12.000 mand under John Dudley klar i Portsmouth tidligt i juni. Inden den franske flåde afsejlede, gennemførte englænderne et forebyggende, men lidet succesfuldt angreb midte i juni. I begyndelsen af juli sejlede den franske styrke under admiral Claude d'Annebault mod England og 128 skibe stod uden modstand ind i Solentsundet den 16. juli. Henrik havde 80 skibe, som kunne sættes ind mod den franske styrke, inklusive flagskibet Mary Rose, men underlegenhed i tunge galejer, som var de mest effektive i det beskyttede Solentsund, fik den engelske styrke til at søge ind i Portsmouth havn.

### Slaget ved Solent
Den engelske styrke havde en nordvind mod sig og var ude af stand til at manøvrere. Den 19. juli sejlede de franske galejer mod den stilleliggende engelske flåde og truede med at sænke en engelsk gruppe på tretten mindre rofartøjer, der var de eneste, som kunne sættes ind mod galejerne. Efter et stykke tid drejede vinden mod syd, og sejlskibene kunne endelig gå til angreb. To af de største, Henry Grace Dieu og Mary Rose, ledede angrebet på de franske galejer, men noget gik alvorligt galt. Midt under kampen krængede Mary Rose pludselig mod styrbord, og vand strømmede ind gennem de åbne kanonporte på batteridækket. Besætningen kunne ikke korrigere den pludselige slagside og kunne kun redde sig ved at styrte mod det åbne mellemdæk, mens skibet sank. Den kraftige hældning fik udrustning, ammunition, tønder og kister til at rive sig løs og forøge det opståede kaos. Den massive teglovn på kabyssens bagbords side brød sammen, og den tilhørende kobberkedel på 360 liter kastedes helt op på dækket oven over. Også nogle af kanonerne rev sig løs, ramte ind i styrbords side og vanskeliggjorde flugt eller knuste mænd på deres vej. De, som ikke blev skadet eller dræbt af løse genstande, var tvunget til hurtigst muligt at komme op på de øvre dæk. Det var særlig vanskeligt for dem, som bemandede kanonerne på batteridækket og hentede ammunition og våben nede på banjerdækket og i bunden af skibet. Skeletternes placeringer på skibet tyder på, at stigerne, som forbandt dækkene, blev flaskehalse for det flygtende mandskab. Det, som forvandlede forliset til en menneskelig tragedie, var det net, som dækkede mellemdækket og agterkastellets øverste dæk. Bortset fra dem, der befandt sig i riggen og i mærskurvene (platformene i masterne), spærredes de fleste, som det lykkedes at nå op på dæk, inde under dette net, som skulle beskytte mod at blive bordet; mændene kunne ikke komme igennem det og blev trukket ned med det synkende skib. Af en besætning på over 400 blev kun 35 reddet, et katastrofalt tabstal på over 90 procent.

## Årsager til forliset

### Samtidige beskrivelser
Der er bevaret flere beskrivelser af forliset. Den eneste samtidige er et vidneudsagn fra en overlevende flamlænder, som blev nedskrevet af det tysk-romerske riges ambassadør i England Van der Delft i et brev den 24. juli. Ifølge den anonyme flamlænder havde Mary Rose affyret alle kanonerne på den ene side og var i færd med at vende for at affyre kanonerne på den modsatte side, men midt i vendingen kom der kraftige vindstød, skibet krængede over og tog vand ind gennem kanonportene. I et brev til William Paget (1. Baron Paget) dateret 23, juli, hævdede den tidligere Lord High Admiral John Russell (1. jarl af Bedford), at skibet var gået tabt som følge af "uforsvarlighed og stor forsømmelighed" Tre år efter forliset beretter Hallkrøniken, at skibet sank på grund af "for megen tåbelighed[…] eftersom det havde stor bestykning og kanonportene, som sad lavt, blev stående åbne, og de store stykker var utilstrækkkeligt fastgjorte, så da skibet skulle vende, strømmede vandet ind, og det sank pludseligt".

### Moderne teorier
Den almindeligste forklaring blandt moderne historikere er, at skibet var ustabilt af flere grunde. Da en stærk brise fyldte sejlene midt i en vending, viste de åbne kanonporte sig at være livsfarlige; skibet fyldtes med vand og kæntrede. En variant af denne teori, som er fremført af Coates, forklarer, hvorfor det kunne gå sådan for et orlogsfartøj, som havde været i tjeneste i flere årtier og deltaget i søslag ud for Bretagnes stormomsuste atlanterhavskyst uden at forulykke: Skibet havde helt enkelt gennem årene samlet sig så meget ekstra vægt, at det til slut ikke længere var sødygtigt. At skibet var i gang med at vende, før samtlige kanoner på ene side var affyret, har Marsden sat spørgsmålstegn ved efter undersøgelser af de kanoner, som bjergedes både i 1800- og 1900-tallet. Kanoner fra begge sider havde i samtlige tilfælde ladningerne intakte i løbet. Det har Marsden tolket som tegn på, at noget andet må være gået skævt, eftersom en erfaren besætning ville have lukket kanonportene inden en risikabel vending.
De seneste undersøgelser af Mary Rose støtter teorien om, at det gennemgik en radikal ombygning, og at modifikationerne var for store til, at det forblev sødygtigt. Marsden har foreslået, at nye tunge kanoner sænkede skibets dybgang så meget, at vandlinjen var mindre end en meter fra kanonportene på batteridækket.
Peter Carews påstand om manglende disciplin blandt besætningen har fået støtte af James Watt, tidligere cheflæge ved Royal Navy, med henvisning til at dysenteri hærgede i Portsmouth, hvilket kan have gjort sømændene ude af stand til at håndtere skibet korrekt. Historikeren Richard Barker har endda foreslået, at besætningen vidste, at skibet var en dødsfælde og helt enkelt vægrede sig ved at følge ordrer. Marsden har påpeget, at Carews' biografi ikke stemmer med, hvordan såvel franske som engelske øjenvidner har gengivet hændelsesforløbet. Biografien angiver, at der var over 700 mand om bord, hvilket er et opsigtsvækkende højt tal, og gengiver også hændelser, som lå flere årtier tilbage i tiden. Den kan derfor være besmykket med mere dramatiske detaljer. Martin du Bellays påstand om, at franske galejer sænkede Mary Rose, beskrives som "en hofsnogs vidnesbyrd" af den franske marinhistoriker Maurice de Brossard. Martin du Bellay og hans to brødre stod kong Frans 1. nær, og du Bellay havde meget at vinde ved at fremstille forliset som en fransk sejr. Om end engelske kilder også er partiske, havde de intet at vinde ved at forklare forliset som resultat af inkompetent sømandskab frem for at indrømme, at de frygtede galejer havde vundet en forventet sejr.
Dominic Fontana, geograf ved University of Portsmouth, har støttet du Bellays version i, hvordan slaget er afbilledet i Cowdray-graveringen og i en moderne GIS-analyse (GIS = geografisk informationsystem) af kampstedet. Ved at bestemme de to flåders position og udføre hypotetiske beregninger af Mary Roses sidste manøvrer er Fontana kommet til den slutning, at skibet blev ramt nær vandlinjen af kanonild fra galejerne, tog vand ind og blev ustabilt. Fontana har tolket skibets kurs næsten stik nord ved forliset som et sidste desperat forsøg på at sætte skibet på grund på Spitbank nogle hundrede meter mod nord, men at det kæntrede, inden det nåede grunden. Denne teori har delvis fået støtte af Alexzandra Hildred, en af de eksperter, som arbejdede med Mary Rose, men hun har dog foreslået, at den korte afstand til grunden ved Spitbank snarere taler for, at skibet forulykkede under forsøg på en skarp drejning for at undgå grundstødning.

### Praktiske eksperimenter
Dokumentarfilmen What sank the Mary Rose produceret i 2000 for den britiske Channel 4 forsøgte at fastslå årsagerne til forliset ved eksperimenter med skalatro modeller af skibet, hvor metalstykker erstattede tropper på de øvre dæk. De første eksperimenter viste, at Mary Rose klarede at dreje som øjenvidnerne beskrev, uden at kæntre. Men da en ventilator efterlignede vinden, krængede skibet kraftigt, kanonportene på batteridækket kom under vand, og modellen sank på få sekunder. De praktiske eksperimenter viste både et hændelsesforløb, som lignede øjenvidneberetningerne, og især hvor hurtigt skibet gik ned.

## Mary Rosesom vrag
Allerede nogle dage efter forliset beordrede rigsråd William Paget, at man skulle bjerge skibet, og Charles Brandon, kong Henriks svoger, fik ansvaret for operationen. Bjergningen fulgte de gængse metoder for, hvordan et skib, som var sunket på grundt vand, kunne hæves: Kraftige trosser skulle gøres fast på vraget og i to skibsskroge, dvs. ældre udtjente skibe. Ved ebbe spændtes rebene ved gangspil, og når det blev flod, hævede de to skibsskrog sig sammen med det sunkne skib. Det kunne derpå bugseres ind på noget lavere vand, og hele proceduren kunne gentages, til hele vraget kom over vandet, så det kunne tætnes og vandet pumpes ud.
En liste over nødvendig udrustning blev opstillet 1. august og omfattede foruden de kraftige trosser, gangspil, tyve taljer og enorme mængder talg til at smøre rebene. De to skibe, der skulle anvendes som hæveskrog, var Jesus of Lübeck og Samson, begge med en drægtighed på 700 ton og af nogenlunde samme størrelse som Mary Rose. Arbejdet skulle fortrinsvis udføres af venetianske bjergningsmandskaber med hjælp fra engelske sømænd. Brandon var så overbevist om, at det ville lykkes, at han forsikrede kongen, at det kun ville vare nogle dage, før Mary Rose ville flyde igen. Optimismen viste sig dog at være grundløs. Fordi skibet havde lagt sig til rette på siden i en vinkel på 60 grader mod styrbord, var en stor del af det begravet i den lerede havbund. Det gjorde det næsten helt umuligt at lægge trosser under skroget og krævede betydeligt større løftekraft. Et forsøg på at fæstne trosserne til stormasten synes at have ført til, at den brækkede af eller helt blev trukket ud af sin sokkel i kølsvinet.
Det lykkedes kun at bjerge sejl, rig, kanoner og andre løse genstande. Mindst to bjergningshold fik betaling for at have bjerget yderligere kanoner i 1547 og 1549. Skønt det første bjergningsforsøg mislykkedes, håbede man endnu i 1546 at kunne få Mary Rose op. Samme år vistes det som et af flådens betydningsfulde skibe i den illustrerede liste over engelske krigsskibe, Anthonyrullen. Hvornår håbet om at kunne bjerge skibet blev opgivet, er ikke kendt. Det kan være sket efter Henrik 8.'s død i januar 1547 eller måske så sent som 1549, hvor de sidste kanoner bjergedes. I Elizabeth 1.'s regeringstid huskedes skibet endnu, og ifølge en af hendes admiraler, William Monson (1569–1643), kunne man i slutningen af det 16. århundrede stadig skimte vraget ved ebbe.

### Nedbrydning
Efter forliset udgjorde det sunkne skib en hindring for strømmene i Solentsundet. På kort tid gravede det strømmende vand en grøft på hver side af vraget, mens sedimenter og søgræs begyndte at fylde skroget. Ved den opadrettede bagbordsside var grøften lang og smal, mens grøften ved den næsten helt begravede styrbordsside var bredere. Sand og partikler i strømmene eroderede lidt efter lidt de dele af skibet, som ikke var dækket af ler. Samtidig angreb svampe, bakterier og træ-ædende skaldyr skibet og muslinger, særlig pæleormen Teredo nafalis, nedbrød hurtigt bordklædning og bærende bjælker. De udsatte dele af skibet blev gradvis svagere og kollapsede til sidst. Bagbordssiden og dens indhold faldt ned i de to grøfter og i selve skibet, og andre dele førtes bort af strømmen. Efter at disse udsatte dele var nedbrudt, blev stedet jævnet i havbunden og dækkedes med flere lag sedimenter. I 1500-tallet dannedes en hård skorpe af ler og skaller over vragdelene. Det stabiliserede situationen. Yderligere lag af bundslam dækkede stedet i 1700- og 1800-tallet, men ændringer i strømretning og tidevand blotlagde af og til dele af vraget. Det førte til, at det ved et tilfælde blev opdaget i 1836, ligesom det også bidrog til, at det blev fundet igen i 1971.

### Genopdagelse i 1800-tallet
I sommeren 1836 fik fem fiskere deres net viklet ind i dele af Mary Roses skrog, som stak op fra havbunden. De besluttede at få en dykker til at fjerne denne undervandshindring. Derved blev Henry Abinett den 10. juni samme år det første menneske, der i næsten 300 år fik Mary Rose at se. Senere deltog to andre professionelle dykkere, John Deane og William Edwards, i forsøget på at løse problemet. Ved hjælp af en nyligt opfundet gummidykkerdragt og dykkerhjelm af metal begyndte Deane og Edwards at undersøge vraget og bjerge genstande. Foruden bjælker, planker og andre trægenstande samt en del langbuer, bjergede de kanoner af jern og bronze, som senere blev solgt til den britiske flådes Board of Ordnance (der stod for flådens forsyning med våben og ammunition) for over 220 pund. Det førte til uoverensstemmelser mellem Deane (som også havde fået sin bror Charles med i projektet), Abinett og de fiskere, som var stødt på vraget. Sagen løstes til sidst ved, at fiskerne fik del i indtægterne fra salget af de først fundne kanoner, mens Deane derefter fik eksklusive bjergningsrettigheder på Abinetts bekostning. Vraget blev snart identificeret som Mary Rose ved inskriptioner på en af bronzekanonerne, som var fremstillet i 1537.
Identificeringen af skibet førte til stor interesse fra almenheden og gjorde de bjergede genstande meget eftertragtede på antikvitetsmarkedet. Da teknikken til at konservere genstande, som havde ligget længe under vand, endnu ikke var udviklet, blev mange af dem ødelagt eller gik helt til grunde. Et stort antal genstande blev dog dokumenteret i blyantsskitser og akvareller, som stadig findes. John Deane afsluttede bjergningsarbejdet i 1836, men vendte tilbage til arbejdet på Mary Rose i 1840 med nye og betydeligt mere destruktive metoder. Ved hjælp af udrangerede granathylstre fyldt med krudt sprængte Deane sig ind i dele af vraget. Granatfragmenter og rester af sprængkratere blev fundet under udgravningerne i 1970'erne, men der fandtes ingen beviser på, at det lykkedes Deane at trænge igennem de lag, som havde forseglet 1500-talsresterne. Deane offentliggjorde, at det var lykkedes ham at bjerge en lænsepumpe og den nederste del af stormasten, som begge må have befundet sig inde i skibet. Bjergning af mindre trægenstande, som f.eks. langbuer, tyder på, at det faktisk lykkedes Deane at trænge igennem det lag, som var dannet i Tudorperioden, selv om det betvivles af Margaret Rule, chefen for den arkæologiske udgravning i 1970'erne. Avisartikler om Deanes dykninger i oktober 1840 beskrev nemlig skibet som klinkbygget, men eftersom det kun gælder agterkastellet, er en alternativ forklaring, at Deane ikke kom igennem det øverste lag af skaller og hærdet ler, som dækkede den største del af skibet, men havde held til at komme ind i dele af agterkastellet, som i dag ikke længere findes. Trods Deanes hårdhændede behandling undgik Mary Rose den fuldstændige ødelæggelse ved total gennemrodning og brug af sprængstoffer, som blev andre vrag i Solentsundet til del.

### Moderne genopdagelse
Aktiv søgning efter Mary Rose foretog British Sub-Aqua Clubs ("Britiske sportsdykkerforbund") Southsea-afdeling fra 1965 som en del af et større projekt om at finde vrag i Solentsundet. Eftersøgningen lededes af historikeren, journalisten og amatørdykkeren Alexander McKee. En anden gruppe med støtte fra Committee for Nautical Archaeology i London, ledet af orlogskaptajn Alan Bax fra Royal Navy, indledte sin egen eftersøgning. Til at begynde med havde de to grupper forskellige opfattelser af, hvor vraget skulle ligge, men forenede til slut deres anstrengelser. I februar 1966 fandt man et søkort fra 1841, hvor Mary Rose og flere andre vrag var markeret. Det viste sig, at positionen faldt sammen med en grøft på havbunden, som McKees gruppe havde lokaliseret, og som var den ene af de to grøfter, strømmen havde gravet, og dermed fastslog man en position, der lå på 11 meters dybde ved ebbe. Dykninger indledtes i 1966 og en sonarundersøgelse foretaget af Harold Edgerton 1967–68 afslørede en begravet genstand. I 1970 fandtes løst gods, som kunne antages at hidrøre fra skibet, og 5. maj 1971 dukkede en del af det begravede skrog op efter at være afdækket af foregående sæsons vinterstorme.
Et stort problem for gruppen allerede fra begyndelsen var, at vrag i Storbritannien savnede juridisk beskyttelse mod plyndringer og skattejægere. Sunkne skibe var i følge loven løsøre, eftersom de en gang havde været rørlige genstande, og de tilfaldt derfor den, som havde held til at bjerge dem først. Den britiske "lov om søfart med handelsskibe", "Merchant Shipping Act", fra 1894 bestemte, at alle genstande, som hentedes op fra et vrag, skulle bortauktioneres til dækning af omkostningerne ved bjergningen, og der var derfor intet, som kunne hindre nogen i at "stjæle" vraget for at opnå økonomisk gevinst. Problemet blev søgt løst ved at danne en forening, Mary Rose Committee ("Mary Rose-komiteen"), hvis formål var "at finde, udgrave, bjerge og bevare for al fremtid sådanne rester af skibet Mary Rose, som kan være af historisk eller arkæologisk interesse".
For at afskrække uvedkommende fra at trænge ind på undervandsområdet leasede komiteen den del af havbunden, hvor vraget lå. Det var stort set en juridisk manøvre, som ville have været svær at opretholde, hvis spørgsmålet var blevet prøvet ved en domstol. Kombineret med omfattende hemmeligholdelse af vragets eksakte position undgik Mary Rose dog indblanding fra lykkeriddere. Det var først med vedtagelsen af "lov om beskyttelse af vrag", "Protection of Wrecks Act" fra 5. februar 1973, at Mary Rose indgik i den nationale historiske arv og derefter nød lovmæssig beskyttelse mod ren kommerciel bjergning. Alligevel var der i årevis efter lovens ikrafttræden, og selv efter at vraget var bjerget, en latent fare for, at nogen med den daværende bjergningslov kunne tvinge organisationen omkring Mary Rose til at bortauktionere "personlige" effekter som sømandskister, klæder og køkkenredskaber til højstbydende.

#### Kortlægning og udgravning
Da vraget var fundet, blev projektet kendt af offentligheden og fik efterhånden stadig mere medieopmærksomhed, der bidrog til, at der indkom donationer i kontanter og udrustning, først og fremmest fra private. I 1974 var Mary Rose-komiteen udvidet med repræsentanter for såvel National Maritime Museum, Royal Navy, BBC som lokale organisationer. Samme år fik projektet officiel støtte fra prins Charles, som selv deltog i dykninger til vraget. Det medførte endnu mere publicity og gav yderligere donationer. De mål, som Mary Rose Committee havde formuleret, var nu definitivt fastlagt. Komiteen var registreret som velgørenhedsorganisation i 1974, hvad der fremmede modtagelse af større donationer, og ansøgningen om tilladelse til udgravning og bjergning var godkendt af de britiske myndigheder.
I 1978 havde indledende udgravninger fastlagt, at der var tale om et afgrænset område med en intakt skibsstruktur, hvis leje var i retning næsten ret nord, med en hældning på knapt 60 grader mod styrbord (højre) og med forenden noget lavere end agterstavnen. Der var nu tilstrækkelig information til at påbegynde en total og moderne arkæologisk udgravning af skibet. Det indebar naturligvis, at de beskyttende lag af ler og slam, som havde forhindret den tilbageværende struktur i at blive ødelagt ved biologisk nedbrydning og erodering af havstrømme, måtte fjernes. Udgravningen måtte gøres færdig inden for en forud fastsat tidsramme. Det blev anset for ønskeligt at optage og bevare resterne af skibsskroget, hvis det var muligt. For første gang stod projektet over for de praktiske vanskeligheder med at hæve, konservere og forberede skroget til offentlig udstilling.
For bedre at kunne håndtere det stadigt mere komplicerede og bekostelige projekt dannedes en ny organisation 1979; Mary Rose Committee erstattedes af Mary Rose Trust, en velgørende fond med repræsentanter for adskillige organisationer. Samme år købte stiftelsen et nyt dykkerskib til erstatning for den 12 meter lange katamaran Roger Greenville, der havde været anvendt siden 1971. Valget faldt på bjergningsskibet Sleipner, som havde været dykkerskib ved hævningen af Regalskeppet Vasa. Antallet af medarbejdere gik fra tolv frivillige, som arbejdede fire måneder om året, til over 50, der arbejdede næsten døgnet rundt i ni måneder om året. Derudover deltog over 500 frivillige som dykkere, og en landbaseret laboratoriestab på omkring 70 arbejdede udelukkende med konservering. I de fire dykkersæsoner mellem 1979 og 1982 afvikledes over 22.000 dykkertimer ved vragstedet, i alt 11,8 mandår.

#### Bjergningen
Bjergningen af Mary Rose udgjorde på mange måder et unikt foretagende og kunne i kompleksitet og omkostninger kun sammenlignes med hævningen af det svenske 1600-talsskib Regalskeppet Vasa, men det havde været en enklere opgave, eftersom Vasas skrog var intakt og hvilede opret på havbunden. Det var hævet med samme teknik, som anvendtes i 1500-tallet: Wirer blev trukket under skroget og fæstnet i pontoner på hver side af skibet, som derefter hævedes og bugseredes ind mod lavere vand. Af Mary Rose lå 40% af skroget dybt begravet i ler. At forsøge at bjerge skroget med konventionelle metoder kunne indebære risiko for beskadigelse eller total kollaps, når det blev løftet op af vandet. En række mere eller mindre realistiske forslag til bjergningens gennemførelse blev forkastet, blandt andet at lægge en kofferdam omkring vraget og fylde skibet med små lette genstande (som bordtennisbolde) eller endda at pumpe saltlage ned i havbunden og indfryse den, så den ville flyde op til overfladen med vraget. Efter langvarige diskussioner bestemte Mary Rose Trust i februar 1980, at skroget først skulle tømmes for alt indhold og siden forstærkes med støtter og stålrammer. Det skulle så løftes fra bunden med donkrafte, nylonremme føres under skroget og med en pontonkran føres over i en specialbygget vugge under vandet. Hele konstruktionen skulle derefter løftes op af vandet til en pram for at blive bugseret ind i Portsmouth havn. Det blev fastsat, at skibet skulle hæves inden slutningen af dykkersæsonen 1982, for hvis vraget forblev eksponeret i længere tid, ville der være risiko for permanente skader.
I det sidste år af bjergningsprojektet begyndte det at vise sig, hvor anstrengende det komplekse og omfattende projekt kunne være for de involverede. I maj 1981 udtrykte Alexander McKee betænkeligheder ved den metode, man havde valgt til bjergningen, og kritiserede åbent Margaret Rules rolle som udgravningsleder. McKee følte sig ignoreret i det, han anså for et projekt, han altid havde spillet en central rolle i som initiativtager til eftersøgningen af Mary Rose og andre skibe i Solentsundet samt som aktiv deltager i dykningerne ved vraget. Han fik også støtte fra andre, som fremhævede risikoen for, at projektet skulle forvandles til en pinlig ulykke, hvis vraget blev skadet under hævningen. For at imødegå problemerne blev det foreslået at føre skroget over til en stålvugge under vandet. På den måde kunne det undgås at skade træet ved at løfte det ud af vandet uden tilstrækkelig strukturel støtte. I stedet for nylonremme omkring skroget blev det valgt at bore huller til jernbolte 170 forskellige steder i skroget. Ved at fastgøre stålwirer i boltene og igen fastgøre wirerne til en stålramme, ville tyngden fordeles jævnere over hele skroget.
I foråret 1982, efter tre sæsoner med intensivt marinarkæologisk arbejde, begyndte forberedelserne til hævningen. Allerede i den indledende fase opstod der problemer med den specialbyggede løfteanordning, og de dykkere fra den britiske flåde, som arbejdede på projektet, blev indkaldt til tjeneste i anledning af Falklandskrigen, og i juni 1982 var man tvunget til omfattende ændringer af, hvordan skroget skulle løftes. Efter at stålrammen med de mange stålwirer var sat på plads løftedes skroget langsomt op fra bunden ved hjælp af fire massive donkrafte placeret i hvert hjørne af rammen. Den store kran på pontonkranen Tog Mor anvendtes for at løfte skroget ind i vuggen under vandoverfladen, og det afskærmedes med vandfyldte sække. Om morgenen den 11. oktober 1982 skete det sidste løft af hele konstruktionen bestående af vugge, løfteramme og skrog. Kl. 9:03 lokal tid brød Mary Rose gennem overfladen for første gang i 437 år foran det samlede bjergningshold, prins Charles og tilskuere, som samledes på både omkring vraget. Vandsækkene blev tømt og erstattet med luftposer under skroget, for at træet ikke skulle skurre mod stålvuggen. Til sidst løftedes det hele over på den ventende pram. Hævningen var en succes, men hele projektet var i fare ved to lejligheder: Først bøjede en af de vertikale ben i løfterammen sig og måtte fjernes, og senere faldt det ene hjørne af løfterammen over en meter ned med "et uforglemmeligt brag" og var tæt på at knuse skroget.

## Arkæologi
I 1970'erne blev vragstedet omhyggeligt udgravet og registreret ved hjælp af de seneste marinarkæologiske metoder. Arbejde under vandet betød, at principperne for traditionel landbaseret arkæologi ikke altid duede. Gravemaskiner og airliftere (en slags slamsugere) anvendtes for at frilægge vraget, men selve udgravningerne krævede forsigtigere metoder. Mange af genstandene fra Mary Rose var velbevarede, men samtidig meget skrøbelige og krævede varsom håndtering. Genstande af alle størrelser blev beskyttet ved at blive svøbt i blødt materiale, blandt andet gamle plastpakninger fra is, og nogle af pilene, som var "bløde som smøreost", måtte bringes op i specielle beholdere af styrofoam (polystyren). Airlifter, som sugede ler, sand og slam op og deponerede det et andet sted på havbunden eller på land, blev stadig anvendt, men med betydelig større varsomhed for ikke at forstyrre udgravningsstedet for meget. Genstande kunne dateres ved at fastslå, hvor de lå i de akkumulerede sedimentlag og måtte derfor registreres omhyggeligt. Forskellige aflejringslag og kemiske rester på genstande gav spor til erkendelse af, hvordan for længst nedbrudte genstande havde set ud og krævede ligeledes varsom behandling for ikke at miste vigtige informationer.
Efter hævningen indstilledes dykkeroperationerne på vragstedet til trods for, at udgravningsudstyr og dele af skibets forende stadig lå på bunden. Stiftelsens midler gik i 1980'erne helt til at konservere titusinder af genstande og til at bevare skibet og forberede et museum for det, så der var ikke penge til yderligere dykninger. I 2002 meddelte det britiske forsvarsministerium, at der var planer om at bygge to nye hangarskibe. Eftersom de to skibe skulle være meget store, måtte udsejlingen fra Portsmouths havn undersøges for at sikre, at de kunne sejle ud uden hensyn til tidevandet. Det planlagdes at grave en sejlrende til dem nær resterne af Mary Rose, og derfor bekostede det britiske forsvar yderligere en dykkeroperation for at udgrave det, som var tilbage. Hangarskibene endte med at blive mindre end planlagt og krævede ikke, at man gravede i udsejlingen, men arbejdet på vragstedet foregik til 2005. Blandt de vigtigste fund i denne omgang var den ti meter lange forstævn (den forreste forlængelse af kølen), hvilket gav en bedre opfattelse af skibets oprindelige profil.

### Fund
Over 26.000 genstande, herunder besætningens skeletter og løse dele fra skibet, bjergedes ved udgravningerne. Eftersom Mary Rose skulle kunne fungere som et lille mobilt, selvforsørgende samfund, var det forsynet med proviant nok til besætningen i flere uger. De tønder, der anvendtes som opbevaringsbeholdere, er blevet sammenlignet med nogle, der stammer fra et handelsskib, som sank i 1560'erne, og har vist sig at være af bedre kvalitet, en indikation på at provianteringen af den kongelige flåde under Henrik 8. havde høj prioritet og desuden satte en høj standard for samtidens tøndefremstilling. Som miniaturesamfund indeholdt Mary Rose også besætningens mange personlige effelter, bl.a. deres klæder, rekvisitter til forskellige spil, ting til åndelig føde eller afslapning samt værktøjer til daglige gøremål som personlig hygiejne, fiskeri og syning.
Der var adskillige dygtige håndværkere om bord, som medbragte det nødvendige til at kunne foretage både rutinevedligeholdelse og reparation af skader, der kunne opstå under kamp. I og omkring en af kahytterne på batteridækket under agterkastellet fandtes en "samling tømrerværktøj uovertruffet i variation og omfang", i alt otte kister med alle slags værktøj. Sammen med trækøller og tjærebøtter, som fandtes som løse dele, tilhørte samlingen en eller flere af de tømrere og snedkere, som gjorde tjeneste på Mary Rose.
Mange af kanonerne og andre skydevåben fra Mary Rose har givet uvurderlige fysiske beviser på 1500-tallets våbenteknologi. Af de få, såkaldte gunshields (se "håndvåben"), som overhovedet kendes, stammer næsten alle eksemplarer fra Mary Rose, og de fire små haglskuds-pjecer af støbejern er de eneste kendte eksemplarer af denne våbentype.

#### Musikinstrumenter
To violiner med en violinbue, en skalmeje, tre trehulsfløjter og en tromme med en trommestik blev fundet rundt om i skibet. De var beregnet til besætningens underholdning og til give en koordinerende rytme til arbejdshold, som arbejdede med riggen eller gik i gangspillet på øverste dæk. Trommen er det tidligste kendte eksemplar af sin slags, og dens trommestik er også af en hidtil ukendt slags. Fløjterne er betydeligt længere end de eksemplarer, der ellers kendes fra samme periode og har bidraget til, at nogle samtidige afbildninger af meget lange fløjter, som historikere før betragtede med stor skepsis, nu anses for at være korrekte. Fløjterne og trommen er af den slags, som blev betjent af en enkelt musikant, der bar trommen (en såkaldt tamburtromme) i en rem over skulderen og slog på den med højre hånd, medens han spillede på fløjten med venstre (han spillede på pibe (fløjte) og tromme, engelsk: pipe and tabor). Inden skalmejen (en tidlig form for obo) var fundet på Mary Rose, havde musik- og instrumenthistorikere undret sig over henvisninger til "lavmælte" skalmejer (still shawm), hvis lydbillede skulle have været dybere og mindre skingrende end både tidligere og senere skalmejers. Denne hidtil ukendte type ophørte med blive anvendt en gang i 1500-tallet og eksemplaret fra Mary Rose er det eneste, der kendes. Der er fremstillet en reproduktion af den, som der er spillet på, og sammen med fløjte og tromme tilfører den en "meget effektiv bas", som skulle have frembragt "et rigt og lødigt lydbillede, som ville have været udmærket musik til dans om bord på et skib". Enkelte andre violiner fra 1500-tallet kendes, men ingen af dem af samme type som dem fra Mary Rose. Reproduktioner af begge violinerne er fremstillet, men disse er ikke nøjagtige kopier, eftersom halsen og strengene fra originalen mangler.

#### Navigationsinstrumenter
I det, som var tilbage af et lille kahyt i forenden og på nogle andre steder rundt om på skibet fandtes det ældste, med sikkerhed daterede sæt navigationsinstrumenter fra Europa: Kompasser, passere, skydelærer, dybdelod, hjælpemidler til at forudse ebbe og flod og en log til at måle skibets fart. Flere af disse genstande er unika, ikke kun fordi de har en så tidlig og sikker datering (datoen for skibets forlis), men også fordi de er ældre end de tidligste skriftlige beskrivelser af sådanne. Skydelærer skulle med stor sikkerhed have været brugt til at måle afstand på kort, men anvendelse af søkort blandt engelske navigatører i første halvdel af 1500-tallet har ikke tidligere været kendt, og kompasser findes ikke afbildet på engelske skibe før 1560'erne. Det hidtil første bevis for en log var fra 1574.

#### Barbererens kahyt
Et af de mest bemærkelsesværdige fund blev gjort i en af batteridækkets kahytter, som menes at have tilhørt barberen (bartskæreren), en højtuddannet medicinsk ekspert, som tog sig af besætningens helse og velbefindende og fungerede som skibslæge. De vigtigste fund lå i en intakt trækiste, der indeholdt over 60 genstande, som barberen anvendte ved lægelig behandling. Blandt disse var træskafterne fra en komplet samling kirurgiske instrumenter og mange barberknive (hvis stålblade dog var rustet bort), en injektionssprøjte i kobber til brug ved rensning af sår og behandling af gonorré, en stor samling beholdere med mediciner og en dygtigt udskåret sutteflaske i træ til madning af patienter. Der fandtes også genstande med tilknytning til hygiejne som øreskeer, skåle til barbering og kamme. Med denne omfattende værktøjssamling og medicinen kunne barbereren sammen med en eller flere medhjælpere behandle benbrud, foretage amputationer og tage sig af andre akutte skader, behandle et stort antal sygdomme og hjælpe besætningen med at opretholde et minimum af personlig hygiejne.

### Konservering
Konserveringen af Mary Rose og de genstande, som blev fundet ved udgravningen og bjergningen var et centralt emne helt fra projektets start. Mange genstande var velbevarede, især de som havde været indesluttet i sedimenter, men kunne let ødelægges, når de kom op i et iltholdigt miljø. Arkæologer og konservatorer samarbejdede derfor om at redde de mange genstande for eftertiden. Efterhånden som fundene bjergedes, kom de i såkaldt passiv forvaring, som skulle forhindre nedbrydning på kort sigt inden den aktive konservering, der var nødvendig for at de kunne opbevares på det tørre land. Der var flere typer passiv forvaring alt efter det materiale, genstanden bestod af. Små trægenstande (det mest forekommende materiale) forsegledes i plastposer for at holde dem fugtige. Dele af skibets trækonstruktion og andre trægenstande, som var for store til dette, blev lagt i åbne vandbade. Mikroorganismer med evne til at nedbryde træ bekæmpedes med forskellige metoder som opbevaring ved lav temperatur eller behandling med kemikalier, og ved større genstande brugtes mosesnegle, som ernærer sig af træædende organismer, men lader selve træet i fred.
Andre organiske materialer som læder, skind og tekstiler behandledes med lignende metoder som træet og blev opbevaret i vandbad eller forseglet i plast. Ben og elfenben afsaltedes i vandbad for ikke at skades ved dannelse af saltkrystaller, og det samme gjorde glas, keramik og sten. Genstande af jern, kobber og kobberlegeringer blev lagt i en speciel opløsning af natriumkarbonat (trinatriumhydrogendikarbonat) Na3H(CO3)2) for at forhindre iltning og reaktion med de klorider, som kunne trænge gennem genstandens overflade. Legeringer af bly eller tin er stabile i atmosfæren og krævede derfor normalt ikke særlig behandling, mens sølv og guld som de eneste materialer slet ikke krævede behandling eller passiv forvaring.
Konserveringen af selve skibet var den mest komplicerede del af projektet. Heritage Lottery Fund donerede 4,8 millioner pund i 2002 for at arbejdet med konserveringen skulle kunne foregå efter planen, og en tilsvarende sum doneredes fra myndighederne i byen Portsmouth og Hampshire County. Det var af praktiske grunde ikke muligt at forsegle hele skroget i plast før den passive forvaring. For at det ikke skulle tørre ud, blev det regelmæssigt oversprøjtet med filtreret vand fra et lukket kredsløb, som holdt en temperatur på 2-5 grader Celsius. Hvis træ, som har været under vand i flere hundrede år, tørrer ud uden at blive behandlet først, sker der en omfattende krympning (20–50 procent), der betyder kraftig deformering og dannelse af revner, når vandet fordamper fra træets celler. Stoffet polyethenglykol (PEG) havde tidligere været anvendt til at behandle såkaldt arkæologisk træ i 1980'erne ved konserveringen af det svenske Vasa. PEG sprøjtes over skibet i flere år, så det trænger ind i træet og gradvis erstatter vandet i cellerne. Årene med PEG-behandling efterfølges af en lang periode med kontrolleret lufttørring.
Efter næsten ti års forsøg i lille skala med mindre trædetaljer indledtes den første af tre faser i konserveringen af Mary Roses skrog i 1994. Under den første fase, som strakte sig frem til 2003, oversprøjtedes skibet med PEG af lav molekylvægt. Fra 2003 anvendtes PEG med noget højere molekylvægt for at forstærke overfladens holdbarhed, og det fortsætter frem til 2010. Den tredje og sidste fase med den kontrollerede lufttørring kommer til at vare fra tre til fem år. Sluttidspunktet for den fuldstændige konservering af Mary Rose er sat til senest 2015.

## Udstilling
Straks efter beslutningen om at hæve Mary Rose begyndte diskussionen om, hvor det skulle udstilles. Den østlige del af Portsea Island ved Eastney var blandt de første forslag, men blev opgivet på grund af problemer med parkering og afstanden fra det værft, hvor skibet oprindeligt blev bygget. I juli 1981, godt et år inden hævningen, blev det foreslået, at det skulle stå ved siden af Horatio Nelsons berømte flagskib Victory i Portsmouth Historic Dockyard, hvor en række andre berømte orlogsskibe er udstillet som museumsskibe. En gruppe, som kaldte sig "Maritime Preservation Society" ("Selskabet til maritim bevarelse"), foreslog Southsea Castle, hvorfra Henrik 8. havde bevidnet forliset, og der var udbredt skepsis omkring en placering ved det historiske værft. Kritikken gik så langt, at en lokalpolitiker ved en lejlighed truede med at trække samtlige lovede donationer tilbage, hvis den endelige placering af udstillingsbygningen skulle blive ved værftet. Det debatteredes i byrådet og i lokalavisen The News, om projektet var de store omkostninger værd. Skønt debatten tidligt i 80-erne beskrives som hård af forfatteren Dafid Childs, var projektet aldrig i egentlig fare på grund af skibets store symbolværdi for såvel Storbritanniens som Portsmouths maritime historie.
Fra midten af 1980'erne har Mary Roses skrog været opbevaret i en gammel overdækket tørdok i Portsmouths flådehavn, medens konserveringen pågår. Skroget har kunnet ses af offentligheden, men eftersom det hele tiden skal holdes fugtigt, og det senere er blevet oversprøjtet med PEG, har besøgende kun kunnet se det gennem tykt glas. Til trods herfor besøgte over syv millioner den specialbyggede skibshal mellem 1983 og 2007.
Et særligt museum indrettedes i bygningen No. 5 Boathouse ("Bådhus 5") i nærheden af skibshallen og åbnedes for offentligheden den 9. juli 1984. Det rummer en udstilling, som forklarer skibets historie og dets samtid samt bjergede genstande, helt fra bronzekanoner til husgeråd. Et nyt museum, som har været planlagt siden 2005, skal rumme det færdigkonserverede skib på en måde, så besøgende kan komme helt tæt på det uden en visuel barriere. I september 2009 blev den midlertidige skibshal lukket for besøgende, for at byggeriet af den nye museumsbygning kunne gå i gang. Det er beregnet at koste cirka 35 millioner pund at opføre. Museet åbnede i maj 2013.

### Trykte kilder
- Barker, Richard, "Shipshape for Discoveries, and Return", Mariner's Mirror 78 (1992), s. 433–47
- de Brossard , M., "The French and English versions of the loss of the Mary Rose in 1545", Mariner's Mirror 70 (1984), s. 387.
- Childs, Dafid, The Warship Mary Rose: The Life and Times of King Henry VIII's Flagship Chatham Publishing, London. 2007. ISBN 978-1-86176-267-2
- Gardiner, Julie (editor), Before the Mast: life and death aboard the Mary Rose The Archaeology of the Mary Rose, Volume 4. The Mary Rose Trust, Portsmouth. 2005. ISBN 0-9544029-4-4
- Jones, Mark (editor), For Future Generations: Conservation of a Tudor Maritime Collection The Archaeology of the Mary Rose, Volume 5. The Mary Rose Trust, Portsmouth. 2003. ISBN 0-9544029-5-2
- Knighton, C. S. & Loades, Dafid M., The Anthony Roll of Henry VIII's Navy: Pepys Library 2991 and British Library Additional MS 22047 with related documents. Ashgate Publishing, Aldershot. 2000. ISBN 0-7546-0094-7
- Loades , Dafid, The Tudor Navy: An administrative, political and military history. Scolar Press, Aldershot. 1992. ISBN 0-85967-922-5
- McKee, Alexander, King Henry VIII's Mary Rose. Stein and Day, New York. 1974.
- Marsden, Peter, Sealed by Time: The Loss and Recovery of the Mary Rose. The Archaeology of the Mary Rose, Volume 1. The Mary Rose Trust, Portsmouth. 2003. ISBN 0-9544029-0-1
- Marsden, Peter (editor), Your Noblest Shippe: Anatomy of a Tudor Warship. The Archaeology of the Mary Rose, Volume 2. The Mary Rose Trust, Portsmouth. 2009. ISBN 978-0-9544029-2-1
- Rodger, Nicholas A. M., The Safeguard of the Sea: A Nafal History of Britain 660–1649. W.W. Norton & Company, New York. 1997. ISBN 0-393-04579-X
- Rodger, Nicholas A. M., "The Development of Broadside Gunnery, 1450–1650." Mariner's Mirror 82 (1996), s. 301–24.
- Rule, Margaret, The Mary Rose: The Excafation and Raising of Henry VIII's Flagship. (andra oplagan) Conway Maritime Press, London. 1983. ISBN 0-85177-289-7
- Stirland, Ann J., Raising the Dead: The Skeleton Crew of Henry VIII's Great Ship, the Mary Rose. John Wiley & Sons, Chichester. 2000. ISBN 0-471-98485-X
- Watt, James, "The Surgeons of the Mary Rose: the practice of surgery in Tudor England", Mariner's Mirror 69 (1983), s. 3–19.
- Weightman, Alfred Edwin, Heraldry in the Royal Navy: Crests and Badges of H.M. ships Gale & Polden, Aldershot. 1957.